# Grigorios Polychronidis
Grigorios Polychronidis (en griego: Γρηγόρης Πολυχρονίδης; 13 de agosto de 1981) es un deportista griego que compitió en bochas adaptadas. Ganó siete medallas en los Juegos Paralímpicos de Verano entre los años 2008 y 2024.

## Palmarés internacional
| Juegos Paralímpicos | Juegos Paralímpicos     | Juegos Paralímpicos | Juegos Paralímpicos      |
| Año                 | Lugar                   | Medalla             | Prueba                   |
| ------------------- | ----------------------- | ------------------- | ------------------------ |
| 2008                | Pekín (China)           | Medalla de plata    | Individual BC3 mixto     |
| 2012                | Londres (Reino Unido)   | Medalla de oro      | Dobles BC3 mixto         |
| 2016                | Río de Janeiro (Brasil) | Medalla de plata    | Individual BC3 mixto     |
| 2016                | Río de Janeiro (Brasil) | Medalla de bronce   | Dobles BC3 mixto         |
| 2020                | Tokio (Japón)           | Medalla de plata    | Individual BC3 mixto     |
| 2020                | Tokio (Japón)           | Medalla de bronce   | Dobles BC3 mixto         |
| 2024                | París (Francia)         | Medalla de bronce   | Individual BC3 masculino |